# Antropolatria
Antropolatria – odmiana deifikacji, uprawienie kultu i oddawanie czci wobec ludzi. 
Odmianą antropolatrii jest apoteoza odnosząca się do założycieli albo przywódców religijnych lub innych wybitnych osobistości czy autorytetów.

## Pojęcie w filozofii

### Nowożytność
Pojęcie antropolatrii zaczęło być popularne w filozofii nowożytnej. Georg Wilhelm Friedrich Hegel (1770–1831) był zdania, iż momentem rozwoju absolutu jest świadomość ludzka oraz natura. W owej świadomości duch absolutny ma osiągać poznanie własnej oraz dopełnia miary swej autokreacji.

### Współczesność
W teoriach filozofów współczesnych - Ludwiga Feuerbacha (1804–1872) i Karola Marksa (1818–1883) hegelowski duch absolutu został zamieniony na człowieka czego efektem było powstanie ateizmu antropologicznego (zwanego też humanistycznym). Według Feuerbacha Bogiem człowieka miał być sam człowiek, podobnego zdania był Fryderyk Nietzsche (1844–1900), który przypisał ludziom boskie atrybuty.